# 3. јануар
3. јануар је трећи дан у години у Грегоријанском календару. 362 дана (363 у преступним годинама) остаје у години после овог дана.

## Догађаји
- 1777 — Амерички рат за независност: Америчка снаге под командом генерала Џорџа Вашингтона су поразиле британску војску у бици код Принстона, којом је командовао генерал лорд Корнволис.
- 1781 — Британске снаге су заузеле холандско карипско острво Свети Еустахије након неколико испаљених хитаца.
- 1795 — После пораза устанка Тадеуша Кошћушка Пруска, Аустрија и Русија склопиле тајни уговор о трећој подели Пољске.
- 1815 — Аустрија, Британија и Француска створиле војни савез против Пруске и Русије.
- 1868 — У Јапану укинута институција шогуна на основу којег је од 1192. ограничена власт цара, а моћ концентрисана у рукама шогуна, представника крупних феудалаца – и на власт је дошла династија Мејђи. Крај шогуната имао је значај буржоаске револуције – Цар Муцухито је спровео реформе укинуо је многе привилегије феудалаца, модернизовао је армију, реформисао школство и успоставио институције по европском узору, што је омогућило снажан индустријски успон Јапана.
- 1871 — Француско-пруски рат: У бици код Бапаумеа снаге генерала Луиса Фаидхербеа довеле су до пруског повлачења.
- 1883 — 
  - Донет Закон о устројству војске краља Милана Обреновића. У 19. члану Закона се каже: "Никакав српски грађанин не може постати указни чиновник нити државни учитељ, свештеник и калуђер, ако није одслужио y сталном кадру, било потпуни или скраћени рок, а способан је за службу."
  - Такође у том закону уведена је нова формација војске. Укинути су досадашњи корпуси и корпусне територије и уместо њих образоване дивизијске области. На основу мобилизацијских и оперативних потреба територија Србије подељена је на пет дивизијских области: Тимочка, Моравска, Дринска, Дунавска, и Шумадијска.
- 1885 — Француско-кинески рат: почетак битке код Ни Бопа
- 1895 — Почела са радом Београдска берза.
- 1919 — На Париској мировној конференцији, емир Фејсал I је потписао споразум са ционистичким вођом Хаимом Вајцманом о образовању јеврејске државе у Палестини и арапске државе у већем делу Блиског истока.
- 1921 — Турски мир с Арменијом
- 1924 — Енглески египтолог Хауард Картер у Долини краљева у близини Луксора у Египту нашао саркофаг фараона Тутанкамона.
- 1925 — Бенито Мусолини је објавио да преузима диктаторска овлашћења над Италијом.
- 1926 — Војни пуч: Грчки генерал Теодорос Пангалос прогласио се званично диктатором Грчке, пола године пошто је пучем приграбио власт. С власти је збачен у августу 1926.
- 1942 — 
  - Други светски рат: У Норвешкој у нацистичкој Немачкој основано је 23 концентрациона логора кроз које је прошло и више од 4.500 Југословена, махом Срба. Најозлоглашенији су били Бејсфорт, Ботн, Ерландет, Фалстад, Корган, Осен, у које су људе највише упућивали из логора на Старом сајмишту у Београду. До априла 1943. депортовано их је 4.680, од којих је више од 3.000 убијено. Логораше су помагали норвешки антифашисти, остављајући храну и цигарете скривене крај пута којим су одлазили на присилни рад и организујући бекство у неутралну Шведску малобројнима који су успели да побегну из логора. Преживелих 1.300 интернираца основало је после рата дружење с пријатељима из Норвешке.
  - Други светски рат: Усташе су на планини Папук у западној Славонији попалиле и опљачкале српска села Горње Врховце, Кантаровце, Крушево, Шушњаре, Цицваре, Грђавицу, Бјелајце, а многе српске цивиле живе бацале у ватру.
  - Други светски рат: Немачки командант за Србију објавио наредбу којом је под претњом смрћу, забрањено скривање Јевреја и чување јеврејских ствари, новца и вредносних папира. Многи Срби су, ипак, ризиковали живот и стотине Јевреја спасли сигурне смрти.
- 1945 — 
  - Други светски рат: Адмирал Честер В. Нимиц постављен за команданта Морнарице САД у припремама за планиране нападе на Иво Џиму и Окинаву.
  - Други светски рат: У Арденима пропао последњи покушај немачког вође Адолфа Хитлера да измени исход Другог светског рата, јер су савезничке армије генерала Бернарда Монтгомерија и Омара Бредлија у контраофанзиви захватиле у клешта немачке дивизије, наневши им тешке губитке.
- 1959 — Амерички председник Ајзенхауер потписао је специјалну прокламацију признајући територију Аљаске у Унију као 49. државу. Аљаску је открио још 1741. руски научник Витус Беринг. Прво насеље основали су Руси неколико година касније, али су 1867. године целу територију Аљаске продали САД за 7,2 милиона долара. Године 1912. Аљаска је проглашена америчком територијом, али је тек 1959. године добила статус савезне државе САД.
- 1961 — 
  - САД прекинуле дипломатске односе с Кубом.
  - Нуклеарно оружје: Експериментални војни нуклеарни реактор СЛ-1 уништен је експлозијом паре у Сједињеним Државама. Узрок грешке изазван је људским фактором у експериментисању приликом неправилног повлачења централне контролне шипке, одговорне за апсорпцију неутрона у језгру реактора. Том приликом је страдало троје радника.
  - Анголски рат за независност: Протест пољопривредних радника у Баика де Цасање, португалска Ангола, претворио се у побуну великих размера и тиме је започео анголски рат за независност, први од португалских колонијалних ратова.
- 1962 — Папа Јован XXIII екскомуницира Фидела Кастра.
- 1970 — У Бразавилу усвојен устав којим је Конго-Бразавил проглашен Народном Републиком Конго.
- 1977 — Међународни монетарни фонд одобрио Великој Британији око четири милијарде долара зајма за подршку британској валути. То је био највећи зајам у тридесетогодишњој историји ММФ-а.
- 1980 — Председник Југославије Јосип Броз Тито примљен у Клинички центар у Љубљани. Пошто операција на крвним судовима није успела, 3. фебруара му ампутирана нога.
- 1985 — Израелска влада је 'ваздушним мостом' пребацила 12,000 Јевреја из Етиопије у Израел.
- 1990 — 
  - Панамски генерал Мануел Норијега предао се трупама САД после 10 дана проведених у Ватиканској амбасади. Норијега потом депортован на Флориду, где му је суђено.
  - У железничкој несрећи на југу Пакистана погинуло 307 људи, када је експресни воз ударио у композицију теретног воза.
- 1992 — Рат у Хрватској: У Женеви усвојен план мировне операције УН-а за Југославију, такозвани Венсов план. Предвиђено је да мировна операција УН у Југославији буде привремени аранжман за стварање услова за мир.
- 1993 — Нуклеарно оружје: Председници Русије и САД Борис Јељцин и Џорџ Буш потписали споразум о смањењу нуклеарног оружја за две трећине, СТАРТ 2.
- 1994 — У Сибиру се срушио руски путнички авион Тупољев Ту-154, при чему је погинуло свих 124 путника и чланова посаде.
- 1996 — Рат у Босни: Представници међународних мировних снага у Босни саопштили да је у тој земљи, по завршетку рата, остало четири до пет милиона мина и да ће чишћење минских поља трајати око 30 година.
- 1997 — Демонстрације: Широм Србије настављени масовни грађански и студентски протести, упркос јаким полицијским снагама које су 26. децембра 1996. почеле да спречавају протестне шетње. Протести почели у новембру 1996. због фалсификовања резултата на локалним изборима на којима је победила опозициона коалиција „Заједно“.
- 1999 — Ирачки председник Садам Хусеин одбацио зоне забрањеног лета које су изнад севера и југа ове државе успоставиле западне земље, рекавши да ће им се ирачки народ храбро супротставити.
- 2000 — На првим парламентарним изборима у Хрватској после смрти председника Фрање Туђмана убедљиво победила коалиција опозиционих странака, а одзив бирача био 80%, највећи од 1990, када су одржани први вишестраначки избори.
- 2001 — Спорт: летонски супермаратонац Георг Јермолајев поставио светски рекорд у трчању на дуге стазе, претрчавши 5.000 km за 888 часова и 42 минута. То је био Први светски рекорд у новом миленијуму.
- 2002 — 
  - Међународни суд за ратне злочине: Генерални секретар Уједињених нација Кофи Анан одобрио оснивање суда за ратне злочине током десетогодишњег рата у Сијера Леонеу.
  - Израелско-палестински сукоб: Израелске снаге су пресреле и заузеле палестински теретни брод Карине А у Црвеном мору где су пронашли 50 тона оружја.
- 2003 — Демонстрације: У интервенцији полиције на смиривању уличних протеста у Каракасу, у Венецуели, између групе симпатизера и противника председника Уга Чавеса, погинуле најмање две особе, а 78 повређено.
- 2004 — Вештачки сателити: Амерички робот "Спирит" спустио се на Марс ради истраживања геолошке историје те планете.
- 2007 — Америчка војска саопштила је да није учествовала у погубљењу Садама Хусеина. Истога дана италијански премијер Романо Проди саопштио је да ће Италија од Уједињених нација званично затражити забрану смртне казне у свим земљама. Продијева изјава уследила је након што су снимци вешања Садама Хусеина шокирали свет.
- 2009 — Створена је мрежа криптовалуте биткојн када је Сатоши Накамото изрударио први блок у ланцу.
- 2015 — Тероризам: Милитанти Боко Харама уништавају читав град Бага на североистоку Нигерије, где започињу масакр и убијају чак 2.000 људи.
- 2020 — У америчком нападу убијен је генерал Касем Сулејмани, командант иранских специјалних снага, од стране америчких ваздушних снага у близини међународног аеродрома у Багдаду. Нападе је одобрио и уживо надгледао ток акције председник Сједињених Америчких Држава Доналд Трамп.

## Рођења
- 1851 — Манојло Ђорђевић Призренац, српски новинар и књижевник. (прем. 1896)[1]
- 1868 — Живојин Перић, српски правник и политичар. (прем. 1953)[2]
- 1892 — Џ. Р. Р. Толкин, енглески писац, песник и филолог. (прем. 1973)[3]
- 1904 — Ото Бихали Мерин, српски и југословенски књижевник, публициста, историчар уметности и ликовни критичар. (прем. 1993)[4]
- 1907 — Реј Миланд, велшки глумац и редитељ. (прем. 1986)[5]
- 1912 — Љубомир Вукадиновић, српски спортски новинар. (прем. 1973)
- 1920 — Милан Срдоч, српски глумац. (прем. 1988)[6]
- 1923 — Драгутин Гостушки, српски композитор, музиколог, историчар уметности, естетичар и публициста. (прем. 1998)[7]
- 1926 — Џорџ Мартин, енглески музички продуцент, аранжер, композитор, диригент, инжењер звука и музичар, познат као „Пети Битлс“. (прем. 2016)[8]
- 1929 — Серђо Леоне, италијански редитељ, сценариста и продуцент. (прем. 1989)[9]
- 1932 — Дабни Колман, амерички глумац. (прем. 2024)[10]
- 1946 — Џон Пол Џоунс, енглески музичар и музички продуцент, најпознатији као басиста и клавијатуриста групе Led Zeppelin.[11]
- 1950 — Весна Вуловић, српска стјуардеса, ушла у Гинисову књигу рекорда као особа која је преживела пад са висине од 10.160 метара без падобрана. (прем. 2016)
- 1956 — Мел Гибсон, амерички глумац, редитељ и продуцент.[12]
- 1957 — Бојан Крижај, словеначки скијаш.[13]
- 1962 — Мићко Љубичић, српски хумориста, комичар, глумац и музичар.[14]
- 1968 — Љубиша Опачић, српски музичар и музички продуцент, најпознатији као гитариста групе Бајага и инструктори. (прем. 2008)[15]
- 1969 — Михаел Шумахер, немачки аутомобилиста, возач Формуле 1.[16]
- 1973 — Вук Рашовић, српски фудбалер и фудбалски тренер.[17]
- 1976 — Ангелос Басинас, грчки фудбалер.[18]
- 1979 — Милош Грлица, српски атлетичар.
- 1984 — Хајко Шафарцик, немачки кошаркаш.[19]
- 1985 — Аса Акира, америчка порнографска глумица.[20]
- 1985 — Линас Клејза, литвански кошаркаш.[21]
- 1985 — Марко Томас, хрватски кошаркаш.[22]
- 1986 — Никола Пековић, црногорски кошаркаш.[23]
- 1986 — Нејц Печник, словеначки фудбалер.[24]
- 2001 — Дени Авдија, израелско-српски кошаркаш.[25]
- 2001 — Лазар Васић, српски кошаркаш.[26]
- 2003 — Грета Тунберг, шведска активисткиња за заштиту животне средине.[27]

## Смрти
- 1322 — Филип V Високи, француски краљ (рођ. 1293)[28]
- 1875 — Пјер Ларус, француски лексикограф и енциклопедиста (рођ. 1817)[29]
- 1923 — Јарослав Хашек, чешки писац (рођ. 1883)[30]
- 1931 — Жозеф Жофр, француски маршал. (рођ. 1852)[31]
- 1967 — Џек Руби, убица Лија Харвија Освалда (рођ. 1911)[32]
- 2016 — Душан Голумбовски, српски позоришни, филмски и телевизијски глумац. (рођ. 1941)[33]
- 2017 — Иво Брешан, југословенски и хрватски писац. (рођ. 1936)[34]
- 2018 — Миленко Чабаркапа, слепи професор и интернационални шаховски мајстор. (рођ. 1938)[35]

## Празници и дани сећања
- Српска православна црква слави[36]:
  - Свету мученицу Јулијану и шест стотина тридесет мученика с њом
  - Светог Петра Чудотворца, митрополита руског
  - Светог мученика Темистокла
  - Светог Прокопија Вјатског
  - Свету Јулијану Вјаземску